# Dżalalabad (Afganistan)
Dżalalabad (paszto/pers. جلال اباد) − miasto we wschodnim Afganistanie, nad południowym brzegiem rzeki Kabul, przy drodze Kabul-Peszawar (Pakistan), ośrodek administracyjny prowincji Nangarhar. Zamieszkuje je prawie 281 tys. osób. 
Na południowy wschód od miasta znajduje się Port lotniczy Dżalalabad, który obecnie jest używany wyłącznie do celów wojskowych głównie przez United States Air Force oraz Afgańskie Siły Powietrzne a wcześniej również przez Międzynarodowe Siły Wsparcia Bezpieczeństwa (ang. ISAF) w czasie ich działań w Afganistanie.

W Dżalalabadzie działa drugi pod względem wielkości uniwersytet afgański, Uniwersytet Nangarharski − założony w 1963 r.
Bardzo łagodne zimy sprawiają, że miasto jest zachęcające dla Afgańczyków z całego kraju. Rozkład ulic został rozplanowany w systemie hippodamejskim (siatka).

## Historia

### Założenie miasta
Babur, założyciel państwa Wielkich Mogołów, stworzył na terenie niziny Dżalalabad ogrody, które były używane jako tymczasowa rezydencja w czasie zimy ze względu na dobrą pogodę. Zapoczątkowało to długą tradycję spędzania okresu zimowego w Dżalalabadzie przez władców oraz polityków. Dopiero w 1560 roku, jego wnuk, Akbar Dżalaluddin przekształcił ogrody w miasto, które nazwał na swoją cześć, Dżalalabad. Ze względu na swoje położenie, miasto szybko nabrało znaczenia ekonomicznego i militarnego.

### Wojny brytyjsko-afgańskie
Podczas I wojny brytyjsko-afgańskiej, w 1842 roku Dżalalabad było celem odwrotu wojsk brytyjskich pod wodzą generała Williama Elphinstone’a. Z ekspedycji liczącej około 16 tysięcy osób przeżyło zaledwie kilka osób. Popularna legenda głosi, że jedynym ocalałym był brytyjski lekarz William Brydon, ale prócz niego przeżyło jeszcze kilku innych żołnierzy jak i cywilów, którzy w czasie wędrówki wpadli w niewolę. Dżalalabad stało się głównym garnizonem dla Brytyjczyków, szczególnie podczas ataków na Kabul.
Podczas III wojny brytyjsko-afgańskiej Brytyjczycy użyli w Afganistanie nowego typu broni dla tego regionu, bombardowania. Pierwsze bomby spadły na Kabul oraz Dżalalabad powodując liczne zniszczenia. 

### Rebelia Shinwari w 1928 roku
Shinwari, plemię Pasztunów wywołało brutalną rebelię w 1928 roku w Dżalalabadzie. Byli oni niezadowoleni z progresywnych reform społecznych ówczesnego emira Amanullaha Chana. Spalono między innymi zimową rezydencję Habibullaha Chana wybudowaną w 1910 roku oraz brytyjski konsulat. 

### Demokratyczna Republika Afganistanu
Dżalalabad było jednym z ważniejszych miast w których stacjonowały sowieckie wojska. Dochodziło do częstych sporów pomiędzy osobami religijnymi a lokalnymi komunistami. Wraz ze wzrostem aktywności Mudżahedinów region stał się bardzo niestabilny. Kobiety z ZSRR były instruowane, żeby nie wychodzić samemu z domu. Po kilku zabójstwach w 1986 zabroniono im wychodzić bez eskorty nawet do centrów miast. 

#### Wycofanie wojsk radzieckich i oblężenie Dżalalabadu w 1989 roku
Dżalalabad był jednym z pierwszym miast Afganistanu z którego wyszły wojska radzieckie w 1989 roku. Wielu mieszkańców miasta wyszło na ulice, aby pożegnać odjeżdżających żołnierzy. Kilka dni później, 6 marca rozpoczęło się trwające 4 miesiące oblężenie Dżalalabadu przez mudżahedinów. Liczyli oni na szybkie przejęcie miasta i przygotowanie do ataku na Kabul. Mieli wsparcie pakistańskiej agencji Inter-Services Intelligence oraz arabskich dżihadystów z Al-Ka’idy. Atakujący byli zaskoczeni walecznością armii afgańskiej, po kilku miesiącach krwawych walk Mudżahedini ogłosili porażkę i wycofali się z oblężenia.

### Taliban
Po upadku DRA miasto było rządzone przez mudżahedinów, którzy dołączyli do Wschodniej Shury, sojuszu lokalnych wodzów. Kilka lat później, w 1996 roku miasto zostało bezkrwawo przejęte przez Talibów. Niedługo później przyleciał do Dżalalabadu Usama ibn Ladin dla którego miasto jak i cała prowincja szybko stała się główną bazą operacyjną W regionie posiadał dwie swoje kryjówki oraz kilka ośrodków treningowych dla bojowników.

### Inwazja na Afganistan
Lokalni mudżahedini szybko dostrzegli potencjał gospodarczy regionu i zajęli się masową kultywacją opium, które dzięki bliskości granic był łatwo transportowany do Pakistanu. Inwazja na Afganistan (2001–2002) rozwiązała ten problem.

## Atrakcje turystyczne

### Ogród Seraj-ul Emorat
W tym ogrodzie w 1910 roku została wybudowana zimowa rezydencja Habibullaha Chana, ale po rebelii Shinwari pozostał tylko ogród. Po drugiej stronie ulicy mieści się mauzoleum Habibullaha Chana i jego żony, które stworzono na terenie pola golfowego po jego śmierci.

## Miasta partnerskie
- San Diego, Stany Zjednoczone